# Michelle J. Wong
Michelle Jefté Wong Barquero (Heredia, 31 de diciembre de 1979), conocido como Michelle J. Wong es un fotógrafo, periodista, y escritor costarricense.  Columnista y corresponsal internacional para América Latina, Wong es considerado como uno de los talentos emergentes del fotoperiodismo en Costa Rica.

## Vida
Michelle J. Wong nació en Costa Rica en el seno de una familia de clase baja. A los 14 años abandonó su hogar y empezó a recorrer el mundo. En el año 2003, se estableció en Santa Bárbara (California), donde  comenzó sus estudios en periodismo y se convirtió en fotógrafo.
Durante el año 2009 se desempeñó como asistente de edición fotográfica en el estudio de Steve McCurry de la National Geographic en la ciudad de Nueva York. Wong ha trabajado como fotógrafo y periodista alrededor del mundo. Además, Wong mostró su faceta de escritor publicando por primera vez su poesía en el año 2008 en la revista internacional Afinidades Electivas.
Su trabajo en fotoperiodismo ha sido presentado en exposiciones de fotografía en la Escuela de Relaciones Públicas e Internacionales en la Universidad de Columbia, Washington D. C., California, Nueva York, Costa Rica y Sudamérica, y ha ganado el premio National Geographic Photography Contest Galleries 2010. En el 2011, Wong fue premiado por su trabajo por la National Press Photographers Association (NPPA).
Wong publica la columna fotoperiodística latinoamericana Un Lente Costarricense Enfocando el Mundo y es colaborador en numerosos medios en Estados Unidos y América Latina.